# Physisporinus
Physisporinus — рід базидіомікотових грибів родини мерипілові (Meripilaceae). Містить 12 видів.

## Опис
Кортиціоїдні гриби з однорічним розкидистим базидіокарпієм м'якої або воскоподібної консистенції. Поверхня змінює колір при висиханні або пошкодженні. Гіменофор пороїдний з круглими порами. Мономітична система гіф, генеративні гіфи з пряжками або простими перегородками. Цистиди відсутні. Базидія булавоподібна з чотирьма стеригмами, з пряжкою або простою перегородкою біля основи. Базидіоспори від кулястої до яйцеподібної форми, гладкі, тонкостінні, неамілоїдні. Викликає білу гниль деревини.

## Види
- Physisporinus africanus Decock & Ryvarden 2021
- Physisporinus carneopallens (Berk.) Murrill 1947
- Physisporinus castanopsidis Jia J. Chen & Y.C. Dai 2021
- Physisporinus crataegi F. Wu, Jia J. Chen & Y.C. Dai 2017
- Physisporinus lavendulus F. Wu, Jia J. Chen & Y.C. Dai 2017
- Physisporinus resinosus Ipulet & Ryvarden 2005
- Physisporinus rivulosus (Berk. & M.A. Curtis) Ryvarden 1984
- Physisporinus roseus Jia J. Chen & Y.C. Dai 2021
- Physisporinus subcrocatus F. Wu, Jia J. Chen & Y.C. Dai 2017
- Physisporinus sulphureus Y.C. Dai 2018
- Physisporinus tibeticus F. Wu, Jia J. Chen & Y.C. Dai 2017
- Physisporinus vitreus (Pers.) P. Karst. 1889